# Ligne Bundang
La ligne Bundang (분당선) était une ligne de chemin de fer en Corée du Sud, exploitée par Korail, qui fait partie du métro de Séoul. Elle est un métro essentiellement souterrain, qui utilise le courant alternatif (25 kV, 60 Hz) ; ceci est très particulier.
En 2020, elle devient une section de la nouvelle ligne Suin–Bundang.

## Historique

### Chronologie
- 1er septembre 1994, ouverture, 18,5 km, de Suseo à Ori[1],
- 3 septembre 2003, ouverture, 6,6 km, de Suseo à Seolleung[1],
- 24 octobre 2004, ouverture de la station Guryong[2],
- 24 décembre 2007,ouverture de la station Jukjeon[2],
- 28 décembre 2011, ouverture de Jukjeon à Giheung, via la nouvelle station Bojeong[1],
- 6 octobre 2012, ouverture de, 6,6 km, de Seolleung à Wangsimni[1],
- 1er décembre 2012, ouverture de, 7,7 km, Giheung à Mangpo[1],
- 30 novembre 2013, ouverture de Mangpo à Suwon[1].

### Histoire
Le 12 septembre 2020 elle disparait en tant que ligne autonome pour devenir une section des 104,5 km km de la nouvelle ligne Suin–Bundang du réseau du métro de Séoul.

## Infrastructure

### Stations
Liste des stations de la ligne Bundang avant son intégration dans la ligne Suin–Bundang.
| Code | Station           | Correspondance | Distance en km | Distance cumulée | Ville       | Arrondissement |
| ---- | ----------------- | -------------- | -------------- | ---------------- | ----------- | -------------- |
|      |                   |                |                |                  |             |                |
| K210 | Wangsimni         |                | ---            | 0.0              | Séoul       | Seongdong-gu   |
| K211 | Seoul-forest      |                | 2.2            | 2.2              | Séoul       | Seongdong-gu   |
| K212 | Apgujeongrodeo    |                | 1.9            | 4.1              | Séoul       | Gangnam-gu     |
| K213 | Gangnam-gu Office |                | 1.2            | 5.3              | Séoul       | Gangnam-gu     |
| K214 | Seonjeongneung    |                | 0.7            | 6.0              | Séoul       | Gangnam-gu     |
| K215 | Seolleung         |                | 0.7            | 6.7              | Séoul       | Gangnam-gu     |
| K216 | Hanti             |                | 1.0            | 7.7              | Séoul       | Gangnam-gu     |
| K217 | Dogok             |                | 0.7            | 8.4              | Séoul       | Gangnam-gu     |
| K218 | Guryong           |                | 0.6            | 9.0              | Séoul       | Gangnam-gu     |
| K219 | Gaepo-dong        |                | 0.7            | 9.7              | Séoul       | Gangnam-gu     |
| K220 | Daemosan          |                | 0.6            | 10.3             | Séoul       | Gangnam-gu     |
| K221 | Suseo             |                | 3.0            | 13.3             | Séoul       | Gangnam-gu     |
| K222 | Bokjeong          |                | 3.2            | 16.5             | Séoul       | Songpa-gu      |
| K223 | Gachon University |                | 2.4            | 18.9             | Seongnam-si | Sujeong-gu     |
| K224 | Taepyeong         |                | 1.0            | 19.9             | Seongnam-si | Sujeong-gu     |
| K225 | Moran             |                | 0.9            | 20.8             | Seongnam-si | Jungwon-gu     |
| K226 | Yatap             |                | 2.3            | 23.1             | Seongnam-si | Bundang-gu     |
| K227 | Imae              |                | 1.7            | 24.8             | Seongnam-si | Bundang-gu     |
| K228 | Seohyeon          |                | 1.4            | 26.2             | Seongnam-si | Bundang-gu     |
| K229 | Sunae             |                | 1.1            | 27.3             | Seongnam-si | Bundang-gu     |
| K230 | Jeongja           |                | 1.6            | 28.9             | Seongnam-si | Bundang-gu     |
| K231 | Migeum            |                | 1.8            | 30.7             | Seongnam-si | Bundang-gu     |
| K232 | Ori               |                | 1.1            | 31.8             | Seongnam-si | Bundang-gu     |
| K233 | Jukjeon           |                | 1.8            | 33.6             | Yongin-si   | Suji-gu        |
| K234 | Bojeong           |                | 1.3            | 34.9             | Yongin-si   | Giheung-gu     |
| K235 | Guseong           |                | 1.6            | 36.5             | Yongin-si   | Giheung-gu     |
| K236 | Singal            |                | 1.6            | 38.1             | Yongin-si   | Giheung-gu     |
| K237 | Giheung           |                | 1.4            | 39.5             | Yongin-si   | Giheung-gu     |
| K238 | Sanggal           |                | 1.9            | 41.4             | Yongin-si   | Giheung-gu     |
| K239 | Cheongmyeong      |                | 2.8            | 44.2             | Suwon-si    | Yeongtong-gu   |
| K240 | Yeongtong         |                | 1.1            | 45.3             | Suwon-si    | Yeongtong-gu   |
| K241 | Mangpo            |                | 1.5            | 46.8             | Suwon-si    | Yeongtong-gu   |
| K242 | MaetanGwonseon    |                | 1.8            | 48.6             | Suwon-si    | Yeongtong-gu   |
| K243 | Suwon City Hall   |                | 1.4            | 50.0             | Suwon-si    | Gwonseon-gu    |
| K244 | Maegyo            |                | 1.4            | 51.4             | Suwon-si    | Paldal-gu      |
| K245 | Suwon             |                | 1.5            | 52.9             | Suwon-si    | Paldal-gu      |
|      |                   |                |                |                  |             |                |